# 大津茜
大津 茜（おおつ・あかね）は、NHK長崎放送局技術部送受信技術職員。
NHKの地上デジタルテレビジョン放送を始めとする放送受信関係の番組に数多く出演している人物である。

## 経歴
元札幌放送局契約キャスターの涌井はるかと同じく、国立の高等専門学校を卒業したという、異色の経歴を持つ。
- 学生時代はバスケ部に所属していて、朝から晩までボールを追いかけ、走りこみと筋トレの毎日を送っていたという。
- 4年のとき、NHKの業務を教えてもらう機会があり、そこでテレビの受信側に関する仕事があることを初めて知り、その仕事をやりたいと志望。視聴者技術の仕事は民放にはなくNHKにしかない仕事だったので、自然にNHKを志望するようになったという。

2003年入局、当初から技術職採用であった。後に全国区の人気を博するようになった“同期”の神田愛花アナウンサーとともに福岡局に配属され、九州・沖縄における地デジの立ち上げ準備にかかわる。2006年4月1日の福岡・沖縄両局地デジ開始に立ち会った後、神田より一足早くその年夏の定期異動で本部放送センターへ転勤。技術局送信・視聴者技術センター視聴者技術担当となった。デジタルテレビジョン放送普及業務に従事していることや、若い技術系女性職員であることから、NHKの地上デジタル放送関係の番組や受信関係の番組に数多く出演した。
2010年度春までに実施の定期異動で九州へ逆戻りし、長崎局へ。長崎県は山間地や有人離島を数多く抱えていることから多数の中継局整備、共聴施設等の整備が大きな課題となっていたため、これを解決すべく送り込まれたものとみられる。長崎局の広報誌『もってこい長崎』2010年4月号では、平成22年度における長崎「放送局のちから」紹介に登場し、長崎県における地デジ完全移行に向けた決意を述べた。

## 主な出演番組
全てNHKの番組である。
- 「デジタル放送なんでも相談室」デジタルアドバイザー（総合テレビ、2007年度）
- 「備えあれば映りよし 〜完全デジタル化まであと3年〜」（総合テレビ、2008年7月24日）[2]
- 「テレビよ！地デジでどう変わるの?」（総合テレビ、2008年12月1日）[3]
- 「どう準備すればいいの? 〜地デジ完全移行まであと2年〜」リポーター（総合テレビ、2009年7月24日）[4][5]